# Sữa lắc

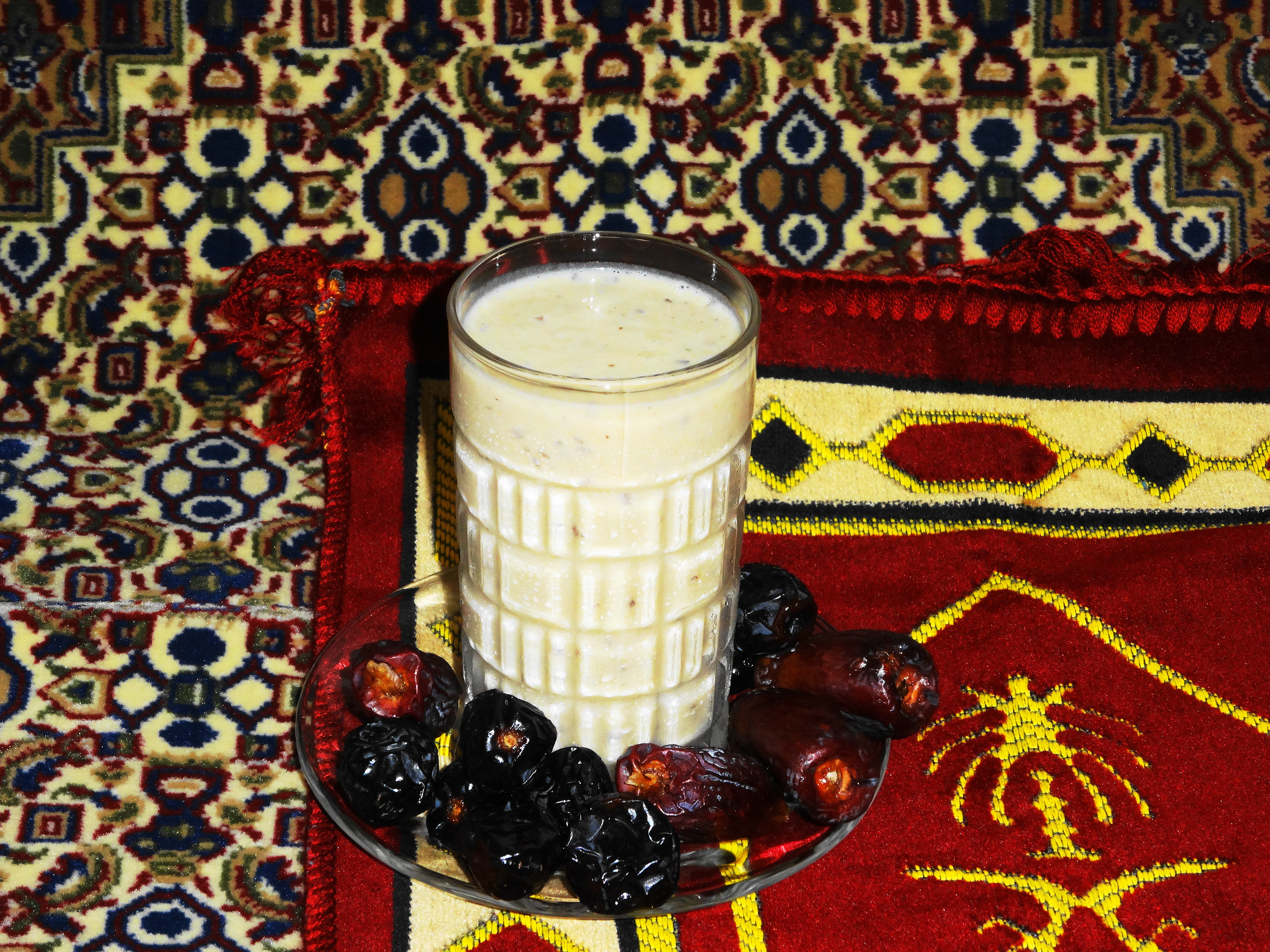
Sữa lắc Khajoor dùng với quả chà là sấy khô

Sữa lắc (Milkshake) hay sữa khuấy là một hỗn hợp kem sữa được xay nhuyễn của kem và sữa tươi (ở Việt Nam có thể dùng cả sữa đặc có đường), kết hợp thêm cùng đá bào, siro, kem tươi phủ lên trên cùng, đây còn là một loại đồ uống được làm từ sữa, kem, các nguyên liệu tạo mùi và các chất làm ngọt tự nhiên như bơ, caramel, vanilla, socola, siro trái cây hoặc trái cây nguyên trái thành một hỗn hợp đặc quánh, món này có vị ngọt và lạnh. Bắt nguồn từ năm 1885 ở các nước phương Tây và đến ngày nay, sữa lắc đã phổ biến trên toàn thế giới. Tùy theo từng khu vực mà hương vị của sữa lắc sẽ khác nhau. Theo thời gian, cách làm sữa lắc có nhiều thay đổi để phù hợp hơn với xu hướng đồ uống hiện đại. Phương pháp lắc (shake) vẫn được sử dụng để món đồ uống được đúng với tên gọi vốn có. Cách làm sữa lắc đơn giản chỉ cần xay nhuyễn (hoặc nhồi bằng máy xay) hỗn hợp sữa tươi, mứt trái cây, đá viên lên. Để tăng độ hấp dẫn, người ta thường kết thúc ly sữa lắc bằng một lớp kem tươi đánh bông trên cùng. Sữa lắc protein giúp tăng cơ và phù hợp với người axit uric cao, thêm bột protein vào đồ uống lắc khi tập luyện, whey protein isolate có nguồn gốc từ sữa là một lựa chọn tốt. Để tối đa hóa lợi ích của một ly sữa lắc protein, có thể thêm quả anh đào giúp hạ thấp nồng độ axit uric. 